# Кашина Фаме (Бреша)
Кашина Фаме је насеље у Италији у округу Бреша, региону Ломбардија.
Према процени из 2011. у насељу је живело 28 становника. Насеље се налази на надморској висини од 111 м.